# Richard Temple-Nugent-Brydges-Chandos-Grenville, II duca di Buckingham e Chandos
Richard Temple-Nugent-Brydges-Chandos-Grenville, II duca di Buckingham e Chandos (Stowe, 11 febbraio 1797 – Paddington, 29 luglio 1861), è stato un politico britannico.

## Biografia

### I primi anni
Nato a Stowe, nel Buckinghamshire, il duca di Buckingham e Chandos era figlio di Richard Nugent-Temple-Grenville, conte Temple (poi creato Duca di Buckingham e Chandos) e di sua moglie, Anne Brydges, unica figlia sopravvissuta di James Brydges, III duca di Chandos. Oltre al titolo del marito, lardy Anne portava con sé anche suo jure il titolo di Lady Kinloss. Nel 1799, Richard Temple-Nugent-Grenville ottenne di poter aggiungere ai propri anche il cognome della moglie per decreto reale.
Richard, il futuro secondo duca, era inoltre nipote paterno del I marchese di Buckingham e pronipote di George Grenville, già primo ministro di Gran Bretagna. Venne educato al college di Eton ed poi all'Oriel College, Oxford.

### La carriera

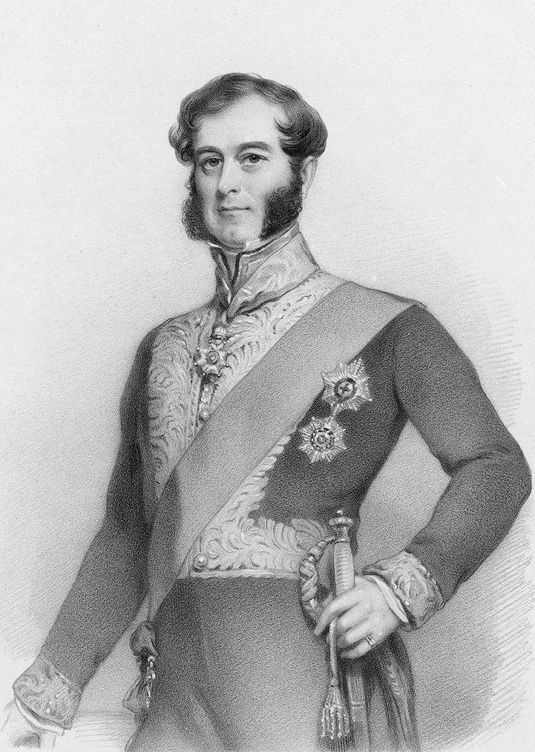
Richard Temple-Nugent-Brydges-Chandos-Grenville, II duca di Buckingham e Chandos in una stampa d'epoca

Lord Buckingham sedette in parlamento in rappresentanza del Buckinghamshire dal 1818 al 1839, quando venne chiamato a succedere a suo padre nel ducato ed entrò così nella Camera dei Lords. Due anni dopo, nel settembre del 1841, divenne consigliere privato del sovrano inglese e venne nominato Lord Privy Seal nel governo di Sir Robert Peel, incarico che mantenne sino al febbraio del 1842. Venne nominato cavaliere dell'Ordine Guelfo di Hannover nel 1835, venne eletto membro della Società degli Antiquari di Londra nel 1840 e creato cavaliere dell'Ordine della Giarrettiera nel 1842.
Secondo il Legacies of British Slave-Ownership dell'University College London, Buckingham era tra i principali proprietari di schiavi inglesi nelle Americhe con un totale di 379 schiavi solo in Giamaica dove già suo padre aveva acquistato una vasta piantagione. Quando vennero approvati dapprima lo Slavery Abolition Act 1833 e poi il Slave Compensation Act 1837, beneficiò delle compensazioni dovutegli dal governo per l'abolizione della schiavitù e la liberazione dei suoi schiavi, ottenendo un pagamento di 6630 sterline.
Ad ogni modo nel 1847, appena otto anni dopo essere succeduto al padre nella gestione degli affari di famiglia, Richard dovette dichiarare la bancarotta per un debito di più di un milione di sterline. Nel 1841 vendette pertanto la sua residenza di Keynsham nel Somerset, nel 1847 Avington Park ed infine mise all'asta anche la residenza di famiglia di Stowe House nell'agosto-settembre del 1848.
Lord Buckingham morì al Great Western Hotel di Paddington, Londra, nel luglio del 1861, all'età di 64 anni, e venne succeduto nei suoi titoli dall'unico figlio avuto.

## Ascendenza
|                                                                                  |                                   |                                     | Genitori                           |  |  | Nonni |  |  | Bisnonni              |  |  | Trisnonni             |  |
|                                                                                  |                                   |                                     |                                    |  |  |       |  |  | lord George Grenville |  |  | sir Richard Grenville |  |
|                                                                                  |                                   |                                     |                                    |  |  |       |  |  | lord George Grenville |  |  | sir Richard Grenville |  |
|                                                                                  |                                   | Hester Grenville, I contessa Temple |                                    |  |  |       |  |  | lord George Grenville |  |  |                       |  |
| George Nugent-Temple-Grenville, I marchese di Buckingham                         |                                   |                                     |                                    |  |  |       |  |  | lord George Grenville |  |  |                       |  |
|                                                                                  |                                   | Elizabeth Wyndham                   | sir William Wyndham, III baronetto |  |  |       |  |  |                       |  |  |                       |  |
|                                                                                  |                                   | Elizabeth Wyndham                   | sir William Wyndham, III baronetto |  |  |       |  |  |                       |  |  |                       |  |
|                                                                                  |                                   | Elizabeth Wyndham                   | lady Catherine Seymour             |  |  |       |  |  |                       |  |  |                       |  |
| Richard Temple-Nugent-Brydges-Chandos-Grenville, I duca di Buckingham e Chandos  |                                   | Elizabeth Wyndham                   |                                    |  |  |       |  |  |                       |  |  |                       |  |
|                                                                                  |                                   | Robert Nugent, I conte Nugent       | Michael Nugent                     |  |  |       |  |  |                       |  |  |                       |  |
|                                                                                  |                                   | Robert Nugent, I conte Nugent       | Michael Nugent                     |  |  |       |  |  |                       |  |  |                       |  |
|                                                                                  |                                   | Robert Nugent, I conte Nugent       | Mary Barnewall                     |  |  |       |  |  |                       |  |  |                       |  |
| lady Mary Elizabeth Nugent                                                       |                                   | Robert Nugent, I conte Nugent       |                                    |  |  |       |  |  |                       |  |  |                       |  |
|                                                                                  |                                   | Elizabeth Drax                      | Henry Drax                         |  |  |       |  |  |                       |  |  |                       |  |
|                                                                                  |                                   | Elizabeth Drax                      | Henry Drax                         |  |  |       |  |  |                       |  |  |                       |  |
|                                                                                  |                                   | Elizabeth Drax                      | Elizabeth Ernle                    |  |  |       |  |  |                       |  |  |                       |  |
| Richard Temple-Nugent-Brydges-Chandos-Grenville, II duca di Buckingham e Chandos |                                   | Elizabeth Drax                      |                                    |  |  |       |  |  |                       |  |  |                       |  |
|                                                                                  | Henry Brydges, II duca di Chandos | James Brydges, I duca di Chandos    |                                    |  |  |       |  |  |                       |  |  |                       |  |
|                                                                                  | Henry Brydges, II duca di Chandos | James Brydges, I duca di Chandos    |                                    |  |  |       |  |  |                       |  |  |                       |  |
|                                                                                  | Henry Brydges, II duca di Chandos | Mary Lake                           |                                    |  |  |       |  |  |                       |  |  |                       |  |
| James Brydges, III duca di Chandos                                               | Henry Brydges, II duca di Chandos |                                     |                                    |  |  |       |  |  |                       |  |  |                       |  |
|                                                                                  |                                   | lady Mary Bruce                     | Charles Bruce, IV conte di Elgin   |  |  |       |  |  |                       |  |  |                       |  |
|                                                                                  |                                   | lady Mary Bruce                     | Charles Bruce, IV conte di Elgin   |  |  |       |  |  |                       |  |  |                       |  |
|                                                                                  |                                   | lady Mary Bruce                     | lady Anne Savile                   |  |  |       |  |  |                       |  |  |                       |  |
| Anna Elizabeth Brydges, baronessa Kinloss                                        |                                   | lady Mary Bruce                     |                                    |  |  |       |  |  |                       |  |  |                       |  |
|                                                                                  |                                   | Richard Gamon                       | …                                  |  |  |       |  |  |                       |  |  |                       |  |
|                                                                                  |                                   | Richard Gamon                       | …                                  |  |  |       |  |  |                       |  |  |                       |  |
|                                                                                  |                                   | Richard Gamon                       | …                                  |  |  |       |  |  |                       |  |  |                       |  |
| Anne Eliza Gamon                                                                 |                                   | Richard Gamon                       |                                    |  |  |       |  |  |                       |  |  |                       |  |
|                                                                                  |                                   | Elizabeth Grace                     | John Grace                         |  |  |       |  |  |                       |  |  |                       |  |
|                                                                                  |                                   | Elizabeth Grace                     | John Grace                         |  |  |       |  |  |                       |  |  |                       |  |
|                                                                                  |                                   | Elizabeth Grace                     | Anne Grace                         |  |  |       |  |  |                       |  |  |                       |  |
|                                                                                  |                                   | Elizabeth Grace                     |                                    |  |  |       |  |  |                       |  |  |                       |  |